# Elisabeth Nilsson (advokat)
Nilla Elisabeth Nilsson, född 1878, död 1941, var en svensk advokat och rösträttsaktivist. 
Hon var den första kvinnliga advokaten verksam i Malmö, där hon öppnade sin praktik 1916. 
Hon var verksam i kampanjen för införandet av kvinnlig rösträtt i Sverige och ordförande för Föreningen för kvinnans politiska rösträtt i Malmö 1917–1921. 